# 中國電視公司南港攝影棚
中國電視公司南港攝影棚是中國電視公司（中視）的專用攝影棚（以下簡稱南港攝影棚），位於台灣台北市南港區重陽路，1990年代被拆除改建為中視第二大樓。

南港攝影棚（右）與中國電視大廈（左）

南港攝影棚大門右側銘板

## 歷史
1980年，中視在台北市南港區購地5600坪作為中國電視大廈建築用地，而南港攝影棚是中國電視大廈第一期工程的項目。1981年1月3日，中視高級主管透露，南港攝影棚的土地是中視以每坪新台幣五萬元買進的，原地主是一家鐵工廠，原地主因生產時冒出大量濃煙污染空氣而已遷出台北市區。
1981年9月2日，南港攝影棚動土奠基。1983年12月21日，南港攝影棚啟用，第一個錄製的節目是該年年底播出的蕭孋珠電視專輯《蕭孋珠專輯》。1984年1月13日，南港攝影棚補行啟用典禮；1984年至1985年間，中視在南港攝影棚錄製的節目有綜藝節目《黃金拍檔》、綜藝節目《歡樂假期》、國語連續劇《神鵰俠侶》、國語連續劇《一代女皇》、國語連續劇《神州俠侶》等。1984年10月12日下午，中國國民黨中央文化工作會主任宋楚瑜由該會總幹事張法鶴陪同，在中視總經理鍾湖濱、中視副總經理高旭、中視節目部經理王世綱引導下，首次參觀南港攝影棚，參觀第八攝影棚錄影中的連續劇《書劍千秋》與第七攝影棚錄影中的單元劇《春回》的錄影。
1984年2月26日，經過多次召開檢討會之後，中視節目部決定，全部單元劇改在南港攝影棚錄製，原先在南港攝影棚錄影的連續劇搬回廣播電視大廈錄製，理由是：⑴中視八點檔國語連續劇《降龍羅漢》是第一個在南港攝影棚錄製的八點檔連續劇，開始錄影時即發生配合及支援上的困難；⑵與《降龍羅漢》同時錄影的中視八點檔國語連續劇《來時路》曾經錄影到03:00收工後，工作人員在馬路邊苦等3小時卻叫不到計程車；⑶在南港攝影棚錄影時，一些佈景、道具的配合程度沒有在廣播電視大廈錄影時便利，常常少東少西卻無法及時配合；⑷南港攝影棚沒有餐廳、沒有演員休息室、沒有交通車，錄影至深夜時尤其不便；⑸八點檔是中視的命脈，而且大多是中視內製的戲，在配合上應該加強，故較適合搬回廣播電視大廈錄製；⑹單元劇較無時效性，又多為ENG單機與棚內搭配作業，在南港攝影棚錄影較無影響。
1987年1月9日，中視文化公司出版中心奉命搬遷至南港攝影棚地下一樓，以更密切配合中視節目之報導及採訪。1987年10月24日晚間，琳恩颱風過境，南港攝影棚一度淹水而無法錄影，佈景、服裝、道具損失不少，中視文化公司出版中心也被淹沒，節目之製播則不受影響。1987年10月27日，周遊製作、預定1987年11月8日開播的武俠連續劇《俠女幽魂》被證實是唯一受南港攝影棚淹水影響的節目，《俠女幽魂》已錄好的一小時特技錄影帶與兩百多套服裝及頭套全部作廢。1987年10月28日，南港攝影棚地下一樓排除全部積水，《掃描綫周刊》業務暫時轉移至中國電視大廈八樓閒置的小隔間內。
1989年8月，中視製作的公共電視節目第一部連續劇《一代名臣范仲淹》在南港攝影棚第八攝影棚開鏡。
1993年6月17日中午，中視綜藝節目《快樂星期天》在南港攝影棚第七攝影棚錄影前排練舞蹈時，負責排舞的馬雷蒙與該節目執行製作解王泉發生肢體衝突，解王泉隨即前往臺北市立忠孝醫院驗傷，驗傷結果為臉部兩處淤血、嘴脣內部破裂、胸腔一處淤血；同日晚間，解王泉表示，由於馬雷蒙既無悔意也無道歉，他將控告馬雷蒙；馬雷蒙否認動手打人與以腳踢人。中視瞭解此案始末之後，決定禁止馬雷蒙進攝影棚半年。
1993年11月，中視計劃將南港攝影棚拆除改建為中視第二大樓。南港攝影棚拆除時間不明。

## 結構
啟用時情形
南港攝影棚建築面積509坪，內含兩個各200坪大的專用攝影棚及副控室、錄影室、佈景間、重電冷氣等附屬設施，內置當時最新電腦控制之燈光、攝影機及音響設備。兩個攝影棚的編號、大小及用途是：⑺綜藝專用棚，面積200坪，棚高16.0公尺；⑻戲劇專用棚，面積200坪，棚高16.0公尺。這兩個攝影棚都設在地上，化妝室、排練場、洗手間與辦公室都設在地下室，而化妝室佔了地下一樓的大部分空間。地下一樓的辦公室是中視文化公司出版中心：出版中心最外面的是「發行組」，然後是經理室、會客室，最裡面的是負責《掃描線周刊》的「編輯組」。兩個攝影棚共用一個化妝室，化妝室可同時容納20人化妝，另一邊牆設有一整排鐵櫃供藝人存放衣物與貴重物品。攝影棚內燈光可用電腦先行設定，副控室內的控制鍵亦完全電腦化，可製作99種視訊特效。攝影棚內有許多電動升降吊桿用來變換佈景。1983年12月錄完《蕭孋珠專輯》與1984年春節特別節目《喜氣洋洋》後，兩個攝影棚的地面重新整修，恢復開放後錄製的第一個節目是《金唱片春節特別節目》，而且此後的《金唱片》全部內容都改在南港攝影棚錄製。地下室設有400坪大的道具佈景間，道具佈景間有電梯直達攝影棚內。
1989年5月，第七攝影棚的攝影機汰換為Sony BVP-360全自動微電腦控制攝影機，取代EFP攝影機。